# Nick Garcia
Nick Garcia (Plano, 4 aprile 1979) è un ex calciatore statunitense, che giocava come difensore.
Possiede il passaporto messicano.